# Guus Valk
A.P.J. (Guus) Valk (Hoogeveen, 1977) is een Nederlands journalist. Hij is politiek redacteur van de NRC en presenteert de podcast Haagse Zaken.

## Biografie
Valk studeerde Journalistiek en Nederlandse Taal- en Letterkunde in Groningen.
Hij was namens NRC correspondent in Israël en Palestina, politiek redacteur en sinds 2011 correspondent in de Verenigde Staten. In 2013 en 2015 werd hij genomineerd voor de Lira Correspondentenprijs. Hij leidde de Haagse redactie van NRC enkele jaren.
In 2016 werd zijn boek Obamaland uitgegeven. Het boek handelt over de Verenigde Staten na het presidentschap van Barack Obama.
- Digitale Bibliotheek voor de Nederlandse Letteren: valk070
- Nederlandse Thesaurus van Auteursnamen: 40677210X
- Virtual International Authority File: 46147481279449240157